# Ivy (gruppo musicale)
Ivy è un gruppo musicale pop statunitense, fondato nel 1994 e ancora in attività.
Il gruppo, formato da Adam Schlesinger, Dominique Durand e Andy Chase, ha ottenuto particolare fama in seguito alla canzone Worry About You, utilizzata anche come sigla della serie televisiva Kingdom Hospital.

## Discografia

### Album
- Realistic (1995)
- Apartment Life (1997)
- Long Distance (2001)
- Guestroom (2003)
- In the Clear (2006)
- All Hours (2011)

### Singoli
- Lately (1994)
- I Hate December (1995)
- Digging Your Scene (2002)